# Andrej
Andrej je moški, ki je osebno ime. Andrej je ime mnogih svetnikov in članov, apostol Andrej pa velja za zavetnika Rusije, Grčije in Škotske, ribičev, mesarjev, vrvarjev in drugih.

## Slovenske različice imena
- moške različice imena: Andraš, Andraž, Andre, Andrés, Andrea, Andreas, András, Andi, Andrija, Andro, Andrejček, Andrejko, Andrew, Andy, Andrejc, Draš, Draško, Drejc, Drejče; Andrei, Andrzej, Ondřej
- ženske različice imena: Andreja, Andrejka, Andrea

## Izvor in pomen imena
Ime izvira iz latinskega imena Andreas, ta pa iz grškega Ανδρέας (Andreas). Beseda ander pomeni (moški), v rodilniku andros. Grški pridevnik andréios pa pomeni možat, pogumen. Kot možni prevod imena Andrej nekateri navajajo Hrabroslav.
Iz grškega imena Andreas, ki izvira iz besede aner »človek« (rodilnik andros »od človeka«). V Novi zavezi je bil apostol Andrej brat apostola Simona Petra. Legenda pravi, da je bil križan na križu v obliki črke X. Je zaščitnik Škotske, Rusije in Grčije.

## Pogostost imena
Po podatkih Statističnega urada Republike Slovenije je bilo na dan 31. decembra 2007 v Sloveniji število moških oseb z imenom Andrej: 17.613.

## Priimki, izvedeni iz imena Andrej
Anderlič, Andraš, Andrašič, Andraž, Andre, Andree, Andrej, Andrejak, Andrejaš, Andrejašič, Andrejč, Andrejčič, Andrejevič, Andrejka, Andrejšek, Andrevšek, Andrež, Andrić, Andrijanič, Andrijaš, Andrijaž, Androjna.

## Tuje različice imena
- pri Angležih: Andrew, Andy
- pri Nemcih, Skandinavcih, Grkih, Armencih, Valižanih: Andreas
- pri Skandinavcih (Dancih, Švedih, Norvežanih, tudi Fincih) in Nemcih: Anders
- pri Islandcih: Andri, Andrés
- pri Nizozemcih in Flamcih: Andries
- pri Italijanih: Andrea (m.; tudi latinsko) (ž. Andreina)
- pri Francozih: Andrée, Andree
- pri Špancih: Andrés
- pri Portugalcih: André
- pri Kataloncih: Andreu
- pri Okcitancih: Andèu
- pri Baskih: Ander
- pri Hrvatih in Srbih: Andrija, Andrej, Andro, Andre
- pri Madžarih: András, Endre
- pri Romunih in Moldovcih: Andrei
- pri Rusih, Belorusih, Bolgarih: Andrej (Андрeй)
- pri Ukrajincih: Andrij (Андрій)
- pri Poljakih: Andrzej, Jędrzej
- pri Čehih: Ondřej, Jendřej
- pri Slovakih, Ondrej, Andrej
- pri Latvijcih: Andris, Andrijs, Endrijs, Andrejs, Andžejs, Anžejs, Andis
- pri Litovcih: Andrius, Andrėjus
- pri Fincih: Antti
- pri Estoncih: Andres
- pri Makedoncih: Andreja (Андрeja) (m.)
- pri Grkih: Andros
- pri Arabcih: Andraos
- pri Maltežanih: Indrì, Andrija
- pri Gruzincih: Andri, Andria
- pri Albancih: Andrea, Andreu, André, Ndré, Ndreu, Andër, Andërs
- pri Valižanih: Andreas, Andras
- pri Ircih (Irsko Gaelsko): Aindréas, Aindriú, Aindreas
- pri Škotih (Gaelsko Škotsko): Aindrea, Aindreas, Anndra, Andra
- latinsko: Andreus, Andrea

## Osebni praznik
Pregled godovnih dni po novem bogoslužnem koledarju v katerih goduje Andrej.
- 4. februar - Andrej Corsini, škof († 4. februar 1374)
- 16. maj - Andrej Bobola, jezuit († 16. maj 1657)
- 10. november - Andrej Avellino, duhovnik († 10. november 1608)
- 30. november - Andrej, apostol

Za celoten seznam glej Sveti Andrej (razločitev).

## Znani nosilci imena
- Ogrski kralji (letnice vladavine):

- Andrej I. Ogrski (1046–1060)
- Andrej II. Jeruzalemčan (1205–1235)
- Andrej III. Benečan (1290–1301), zadnji predstavnik dinastije Árpád

- Predsedniki Združenih držav Amerike:

- Andrew Jackson (1829–1837)
- Andrew Johnson (1865–1869)

- Andre Agassi
- Andrej Bajuk
- Andrej Blatnik
- Andrej Brvar
- Andrej Budal
- Andrej Capuder
- Andrej Cetinski
- Andrej Čadež
- Andrej Einspieler
- Andreas Goldberger
- Andrej Goričar
- Andrej Antonovič Grečko
- Andrej Hofer
- Andrej Hieng
- Andreas Holmqvist
- Andrej Jarc
- Andrej Karlin
- Andrej Karoli
- Andrej Nikolajevič Kolmogorov
- Andrej Kobav
- Andrew Lloyd Webber
- Andrej Majcen
- Andrej Misson
- Andrej Perlah
- Andrej Rozman - Roza
- Andrej Dimitrijevič Saharov
- Andrej Smole
- Andreas Steinhuber
- Andrej Šifrer
- Andrej Štremfelj
- Andreas Tappeiner
- Andrej Tarkovski
- Andrej Težak - Tešky
- Andrej Nikolajevič Tupoljev
- Andrej Turjaški
- Andrej Vavken
- Andreas Widhölzl
- Andrej Župančič

## Kraji
Več naselij v Sloveniji:
- Andrejci
- Andrejčje
- Sveti Andrej, Moravče
- Sveti Andrej, Škofja Loka včasih Andrej nad Zmincem
- Sveti Andraž v Slovenskih goricah
- Štandrež pri Gorici